# Утън ъндър Едж
У̀тън ъ̀ндър Едж (на английски: Wotton-under-Edge, [ˈwʊtən ˈʌndə(ɹ) ɛdʒ]) е град в западна Англия, част от графство Глостършър. Населението му е около 5600 души (2011).
Разположен е на 100 метра надморска височина в областта Котсуолд Хилс, на 26 километра североизточно от Бристъл и на 26 километра южно от Глостър. Селището се споменава за пръв път през 940 година.

## Известни личности
Починали в Утън ъндър Едж
- Иън Макдоналд (1948 – 2003), музикален критик